# Michael Dawson
Michael Richard Dawson (* 18. listopadu 1983, Northallerton) je anglický fotbalista.
Hrál obránce za Nottingham Forest FC, Tottenham Hotspur FC a Hull City AFC. Byl na MS 2010.

## Hráčská kariéra
Michael Dawson hrál obránce za Nottingham Forest FC, Tottenham Hotspur FC a Hull City AFC.
V reprezentaci hrál 4 zápasy. Byl na MS 2010. Do nominace se dostal díky zranění Ria Ferdinanda.

## Úspěchy

### Klub
Tottenham Hotspur
- Ligový pohár: 2007–08